# متلازمة القناة المولرية المستديمة
متلازمة القناة المولرية المستديمة (بالإنجليزية: Persistent Müllerian duct syndrome (PMDS))‏ هي وجود مشتقات القناة المولرية (قناتي فالوب والرحم و/أو الجزء العلوي من المهبل) في ما يمكن اعتباره حيوانًا ذكرًا طبيعيًا وراثيًا وجسديًا من خلال الإنسان النموذجي. في البشر، عادة ما تكون متلازمة القناة المولرية المستديمة نتيجة لاضطراب خلقي متنحي ويعتبره البعض شكلاً من أشكال الخنوثة الكاذبة بسبب وجود مشتقات القناة المولرية.
تشمل السمات النموذجية الخصية غير النازلة (الخصية الخفية) ووجود رحم صغير متخلف عند الرضيع أو البالغ Xy. وتنجم هذه الحالة عادةً عن نقص تأثير الهرمون المضاد لمولر (anti-Müllerian hormone:AMH) الجنيني بسبب طفرات في جين AMH أو مستقبل الهرمون المضاد لمولر، ولكنها قد تكون أيضًا نتيجة لعدم حساسية العضو المستهدف تجاه الهرمون المضاد لمولر.
يمكن أن تظهر المتلازمة أيضًا في الحيوانات غير البشرية.

## الأعراض والعلامات
العلامات الأولى المرئية للمتلازمة بعد الولادة هي الخصية الخفيّة (الخصية المعلقة) إما من جانب واحد أو ثنائي. إلى جانب الخصية الخفية، هناك أيضًا فتق إربي قد يظهر من جانب واحد (يؤثر على خصية واحدة) أو ثنائيًا (يؤثر على كلا الخصيتين). البالغين الذين كانوا غافلين عن هذه الحالة قد يصابون بالبيلة الدموية، والبيلة الدموية هي عندما يظهر الدم في البول بسبب الاختلالات الهرمونية. يُشار إلى النوع الأول من متلازمة القناة المولرية المستديمة أيضًا باسم فتق الرحم الإربي، والذي يُظهر خصية هابطة واحدة والتي قامت أيضًا بسحب قناة فالوب وأحيانًا الرحم عبر القناة الأربية. تقع الخصية النازلة وقناة فالوب والرحم في نفس القناة الأربية، مما يسبب الفتق الإربي. في المجمل، عندما تحدث الحالات المذكورة أعلاه، يطلق عليها اسم انتباذ الخصية المستعرض. وتحت المجهر، أظهرت بعض العينات المأخوذة للخزعات نتائج حيث كانت أنسجة الخصية في مرحلة عدم النضج، وأظهرت خلل التنسج.

## الوراثة
تعد الطفرة في جين الهرمون المضاد لمولر (متلازمة القناة المولرية المستديمة النوع 1) أو جين AMHR2 (متلازمة القناة المولرية المستديمة النوع 2) هي الأسباب الرئيسية لمتلازمة القناة المولرية المستديمة. يتم إفراز AMH، أو يشار إليه أحيانًا باسم المادة المثبطة المولرية (MIS)، بواسطة خلايا سيرتولي خلال حياة الفرد بأكملها. وهو ضروري خلال فترة الجنين لأنه يعمل على تراجع القنوات المولرية. ومع ذلك، يعمل هرمون AMH أيضًا في الأشهر الثلاثة الأخيرة من الحمل، وبعد الولادة، وحتى أثناء مرحلة البلوغ بكميات قليلة. تفرز خلايا سيرتولي لدى الذكور هرمون AMH، من خلال وجود كروموسوم y.
دور جين الهرمون المضاد لمولر (AMH) في التطور الإنجابي هو إنتاج البروتين الذي يساهم في التمايز بين الجنسين عند الذكور. أثناء نمو الأجنة الذكور، يتم إفراز بروتين AMH بواسطة الخلايا داخل الخصيتين. ترتبط AMHs بمستقبلات AMH من النوع 2، الموجودة على الخلايا الموجودة على سطح قناة مولر. يؤدي ارتباط AMH بمستقبلاته على قناة مولر إلى موت الخلايا المبرمج لخلايا قناة مولر، وبالتالي تراجع قناة مولر عند الذكور. ومع ذلك، بالنسبة للإناث اللاتي لا ينتجن في الأصل بروتينات AMH أثناء نمو الجنين، تصبح قناة مولر في النهاية الرحم وقناتي فالوب كالمعتاد. مع طفرة جين AMH (متلازمة القناة المولرية المستديمة النوع 1)، لا يتم إنتاج AMH، أو يتم إنتاجه بكميات ناقصة، أو معيبة، أو يتم إفرازه في فترة حرجة خاطئة للتمايز الذكوري، أو تظهر قنوات مولر مقاومة لـ AMH.
يحتوي AMHR2 على تعليمات لتوليد المستقبلات التي يرتبط بها AMH. إذا كانت هناك طفرة في جين AMHR2، فإن الاستجابة لجزيئات AMH المرتبطة بالمستقبل لا يمكن أن تكون متبادلة بشكل صحيح. وتشمل الاحتمالات الأخرى غياب المستقبلات، بحيث لا تستطيع جزيئات AMH إحداث التمايز. تعد الطفرة في AMHR2 أمرًا بالغ الأهمية للتمايز الجنسي بين الذكور. السبب الطفري الجيني لـمتلازمة القناة المولرية هو حذف 27 زوجًا أساسيًا من جين المستقبل المضاد لمولريان من النوع 2 (AMHR2). يكون الحذف المكون من 27 زوجًا أساسيًا والذي يحدث متلازمة القناة المولرية المستديمة في اكسون 10 على أليل واحد.
تُورث المتلازمة بطريقة جسمية متنحية؛ حيث يرث الأفراد الذكور نسخًا متحولة من كروموسومات X من جينات الأم والأب، مما يعني أن الوالدين حاملين للمرض ولا تظهر عليهم الأعراض. الإناث التي ترث جينين متحورين لا تظهر عليها أعراض متلازمة ما قبل الحيض، على الرغم من بقائها حاملة للمرض. يتأثر الذكور وراثيا بالنمط النووي (46، Xy) ونمطيا ظاهريا.

## التشخيص
متلازمة قناة مولر المستمرة (PMDS)، والمعروفة أيضًا باسم متلازمة قناة المبيض المستمرة، هي اضطراب خلقي يتعلق بالتطور الجنسي لدى الذكور. تُؤثر المتلازمة عادةً على الأفراد الذكور الطبيعيين ظاهريًا الذين لديهم النمط النووي (46، XY) وهو شكل من أشكال الخنوثة الكاذبة.
تحدث هذه الحالة عند الذكور وتتكون من أعضاء تناسلية وغدد تناسلية تعمل بشكل طبيعي، ولكن أيضًا أعضاء تناسلية أنثوية مثل الرحم وقناتي فالوب. يحتوي الجنين على مجموعتين من الأنابيب التي تؤدي إلى ظهور أعضاء تناسلية إضافية - قنوات الكلية الجنينية المتوسطة (ولفيان) وقنوات الكلية الجنينية المتوسطة (المولرية). عادة، تنتج قناة ولفيان الأعضاء التناسلية الذكرية (تحديدًا الخصية والبربخ والأسهر) بينما تنتج القناة المولرية الأنثوية (قناتي فالوب والرحم والمهبل)، بينما تتراجع القناة الأخرى. في المتلازمة، يؤدي وجود خلل في مسار إشارات الهرمون المضاد لمولر إلى استمرار قناة مولر الزائدة عند الذكور وتؤدي إلى ظهور أعضاء تناسلية أنثوية متطورة بشكل مختلف.
لدى المتلازمة أسباب مختلفة تتعلق بـ AMH أو تشوهات المستقبلات. على سبيل المثال، فشل AMH في تصنيعه، أو فشل في إطلاقه، أو تم إفرازه في الوقت الخطأ. عادةً ما تكون قنوات مولر وولفيان موجودة خلال الأسبوع السابع من الحمل. في نهاية الأسبوع السابع وبداية الأسبوع الثامن تقريبًا من الحمل، يحدث إفراز خلية سيرتولي لهرمون AMH؛ مما يسبب التمايز الجنسي بين الذكور أثناء نمو الجنين. ترتبط جزيئات AMH بـ AMHR2 (مستقبل الهرمون المضاد لمولر من النوع الثاني)؛ مما يتراجع عن قناة مولر. تفرز خلايا لايديغ هرمون التستوستيرون للمساعدة في عملية تمايز الذكور عن طريق تحفيز هياكل مثل البربخ والأسهر والحويصلات المنوية. ومع ذلك، مع أفراد متلازمة قناة مولر المستمرة، تستمر قناة مولر بدلاً من التراجع، إما بسبب إفراز AMH (PMDS النوع 1) أو مستقبلات AMH (PMDS النوع 2). عادةً ما يتم اكتشاف متلازمة ما قبل الحيض (PMDS) عن طريق الصدفة أثناء إجراء عملية جراحية للفتق الإربي، أو عند البحث عن أسباب العقم عند الذكور البالغين.

### اختبارات تشخيصية أخرى

#### وراثية
هناك طريقة أخرى لتأكيد الإصابة بالمتلازمة وهي الاختبارات الجينية. لا يُفضل عادةً بسبب فترة المعالجة والتكلفة. ومن خلال فحوصات الصور مثل الموجات فوق الصوتية والتصوير بالرنين المغناطيسي، يمكن تأكيد الحالة بكفاءة. يمكن للاختبارات الجينية تحديد أولئك الذين يحملون الجين المتحور، وتحديد فرص ومخاطر أفراد الأسرة، وتقديم المشورة لأولئك الذين يحاولون الحمل. يتم تقديم الاستشارة الوراثية والمزيد من الاختبارات الجينية للتأكد من فرص ومخاطر حصول ذرية الفرد على زوج من الجينات المتحورة. من الممكن أيضًا إجراء مزيد من البحث في شجرة العائلة والميراث.

#### ELISA
اختبار ELISA هو شكل من أشكال المقايسة المناعية، وهي تقنية تستخدم جسمًا مضادًا أو مستضدًا لتحديد وجود مواد معينة. بالنسبة للمتلازمة، يمكن استخدام اختبارات ELISA لتحديد مستويات AMH داخل مصل الفرد الذكر، ولكن هذا لا يكون فعالًا إلا قبل وصول الفرد إلى سن البلوغ حيث أنه يزيد بشكل طبيعي خلال هذه الفترة. يُظهر مرضى المتلازمة مستويات منخفضة من AMH داخل المصل، ومستويات منخفضة من هرمون التستوستيرون.

## علاج
لا تسبب متلازمة القناة المولرية المستمرة أي مضاعفات جسدية، ولا تشكل أي خطر على الطفل حديث الولادة. تتميز العمليات الجراحية التي تُجرى على الأطفال حديثي الولادة بمعدل فشل مرتفع، كما تميل أنسجة الرحم إلى أن تكون صحية. ان معيار الرعاية لمنظمة الصحة العالمية (WHO) هو تأخير الجراحة حتى يبلغ الطفل سنًا كافيًا للمشاركة في الموافقة المستنيرة؛ يعتبر إجراء عمليات جراحية للأعضاء التناسلية ثنائية الجنس على الأطفال حديثي الولادة انتهاكًا لحقوق الإنسان، بما في ذلك من قبل منظمة الصحة العالمية.
الشكل الرئيسي للعلاج هو فتح البطن، وهو نوع حديث من الجراحة طفيفة التوغل. يقوم فتح البطن بوضع الخصية بشكل صحيح داخل كيس الصفن (تثبيت الخصية) وإزالة الهياكل المولرية والرحم وقناتي فالوب. في بعض الأحيان تكون غير قابلة للإنقاذ إذا كانت موجودة في مكان مرتفع في خلف الصفاق. خلال هذه الجراحة، يتم عادة إزالة الرحم ومحاولة تشريح الأنسجة المولرية من الأسهر والبربخ لتحسين فرصة الخصوبة. إذا كان لدى الشخص هوية جنسية ذكرية ولا يمكن استعادة الخصيتين، فعادةً ما يكون استبدال التستوستيرون ضروريًا عند البلوغ إذا اختار الفرد المصاب متابعة الرعاية الطبية. في الآونة الأخيرة، يتم تقديم عملية استئصال الرحم بالمنظار للمرضى كحل لتحسين فرص الخصوبة ومنع حدوث تكوين الأنسجة الورمية. إن تحديد عمر مستهدف لإجراء الجراحة يقلل من مخاطر إتلاف الأسهر. تكون الأسهر على مقربة من الهياكل المولرية، وفي بعض الأحيان تستقر في جدار الرحم.
لدى مرضى المتلازمة احتمالية الإصابة بالعقم في المستقبل إذا لم يتم إجراء العملية الجراحية لهم على الفور. عندما يكون الذكور المصابون بالغين، قد يجد أولئك الذين لا يدركون هذه الحالة وجود دم في السائل المنوي (دموية النطاف). يمكن أيضًا أن تتطور الهياكل المولرية والخصية الخفية إلى سرطان، على الرغم من أن هذا أمر نادر للغاية. إذا تم العثور على PMDS خلال مرحلة البلوغ، أو إذا كان لا بد من ترك الهياكل المولرية بسبب مخاطر الجراحة، فيمكن إجراء خزعات من الهياكل المولرية المتبقية. عند المراقبة المرضية، تظهر أنسجة بطانة الرحم ضامرة، وبدأت قناتي فالوب في الاحتقان وتظهر عليها علامات التليف.

## علم الأوبئة
متلازمة القناة المولرية المستديمة هو مرض خلقي نادر نسبيا. من البيانات الحالية، ما يقرب من 45% من الحالات المعروفة سببها طفرات في جين AMH، كونها طفرة في الكروموسوم 19 (النوع الأول PMDS). حوالي 40% منها عبارة عن طفرات AMHR2، على جين مستقبل AMH من النوع 2، الموجود على الكروموسوم 12 (النوع 2 PMDS). ويشار إلى الـ 15% المتبقية غير المعروفة باسم متلازمة القناة المولرية المستديمة مجهولة السبب.